# Pavel Derjavine (363)
Le Pavel Derjavine (363) (en russe : Павел Державин) est un patrouilleur de la classe Vassili Bykov en service dans la marine russe. Il doit son nom au capitaine de 1er rang Pavel Ivanovitch Derjavine (1904-1993), héros de l'Union soviétique pendant la Seconde Guerre mondiale.

## Historique
Durant l'été 2021, les Pavel Derjavine et Vassili Bykov sont déployés en observation d'un groupe de navires de l'OTAN entrant en mer Noire, probablement pour effectuer des exercices communs avec la marine ukrainienne.
Les 11 et 13 octobre 2023, dans le contexte de l'invasion de l'Ukraine par la Russie, le patrouilleur est ciblé par plusieurs attaques de drones maritimes ukrainiens (un Sea Baby le 11 et deux MAGURA V5 le 13). D'après les attaquants, le Pavel Derjavine est « gravement endommagé ».